# Ioscytus cobbeni
Ioscytus cobbeni är en insektsart som beskrevs av Polhemus 1964. Ioscytus cobbeni ingår i släktet Ioscytus och familjen strandskinnbaggar. Inga underarter finns listade i Catalogue of Life.